# Eunica editha
Eunica editha är en fjärilsart som beskrevs av Hans Fruhstorfer 1907. Eunica editha ingår i släktet Eunica och familjen praktfjärilar. Inga underarter finns listade i Catalogue of Life.